# Jorge Negro
Jorge Petrović, dito o Jorge Negro (em sérvio, Карађорђе Петровић e Karađorđe Petrović, pronunciado "Karadjordje Petrovitch"), nascido em 3 de novembro de 1768 (ou 15 de novembro de 1752, segundo outras fontes) e falecido em 13 de julho de 1817, foi o líder supremo do Primeiro Levante Sérvio contra o Império Otomano, em 1804. Ele também fundou a Casa Real de Karadjordjevitch, primeira dinastia dos Reis da Sérvia.

## Vida
Seu nome ao nascer foi Jorge (Đorđe), com o patronímico Petrović. Desde cedo, porém, seu temperamento irritadiço e aspecto sombrio conferiram a ele o apelido de "Jorge Negro", a partir do turco kara, que significa negro. Em outros idiomas, ele é conhecido pelo nome misto turco-sérvio Karadjordje ou ainda Karajorge, enquanto outros adotam a tradução literal, como Jerzy Czarny em polonês ou Kara Yorgi no próprio turco.
Jorge Negro nasceu filho de Petar e Marica Živković na aldeia de Viševci, na Sérvia, então Império Otomano. Na juventude, trabalhou como vaqueiro. Em 1786, casou-se com Jelena Jovanović, de Maslošev. No ano seguinte, depois de matar um turco, ele fugiu para o Império Austríaco, onde se alistou nos Freikorps (Corpos de Voluntários) na Guerra Austro-Turca de 1787-1791.
Após o Tratado de Sistova, ele voltou à Sérvia e se estabeleceu em Topola, criando gado e comercializando. Jorge Negro prosperou e acabou entrando para o grupo de haiduques.
A repressão otomana na Sérvia aumentou significativamente no início do século XIX e culminou em janeiro de 1804, quando os líderes dos janízaros, os dahis, tomaram controle da Sérvia e prepararam execuções de homens influentes, sacerdotes, rebeldes e comerciantes ricos. Eles decidiram matar Jorge Negro também, mas ele foi informado previamente. Quando encontrou os janízaros enviados para matá-lo, ele reagiu, conseguiu matar dois dos algozes, e sobreviveu.
Em resposta, os sérvios atacaram Orašac em 14 de fevereiro de 1804 (2 de fevereiro no calendário juliano), e o Jorge Negro foi escolhido para liderar o levante. Os rebeldes conseguiram incitar a revolta rapidamente, primeiro sob o pretexto da libertação dos dahias, e depois da batalha de Ivankovac, em 1805, começaram a combater abertamente o domínio do sultão.
Os rebeldes obtiveram várias vitórias, incluindo a batalha de Mišar em 1805, e as batalhas de Deligrado e em Belgrado em 1806. Depois disso, ambos os lados concordaram em assinar um tratado de paz. Na capital sérvia, Jorge se fez proclamar generalíssimo dos sérvios e forçou a Porte a reconhecê-lo como Príncipe da Sérvia, vassalo do sultão otomano. Apesar da paz, em 1807 o Jorge Negro se aliou ao Império Russo numa guerra contra o Império Otomano. O tsar Alexandre I da Rússia fez dele um general e príncipe russo.
No entanto, em 1812, ameaçado pelos exércitos de Napoleão Bonaparte, a Rússia teve que assinar um tratado de paz às pressas com os otomanos. Em 1813, o Império Otomano lançou uma campanha maciça contra a Sérvia. O Jorge Negro, junto com outros líderes rebeldes, fugiu novamente para o Império Austríaco em 21 de setembro de 1813. Depois de algum tempo, mudou-se para a Bessarábia (atual Moldávia), onde encontrou membros da Filiki Eteria, uma sociedade secreta grega que planejava libertar todo o Leste Europeu cristão do jugo otomano. Auxiliado pela Eteria, Karadjordje retornou à Sérvia com um passaporte falso em 28 de junho de 1817.
Em 24 de julho do mesmo ano, o Jorge Negro foi identificado e capturado por homens de Miloš Obrenović sob encomenda do otomanos, em Radovanjski Lug. O paxá (governador turco) de Belgrado condenou-o à morte e Jorge foi decapitado.
Jorge Negro teve reputação de líder íntegro e cruel. Consta que teria condenado à morte o próprio pai e um irmão que teriam colaborado com a espionagem inimiga. Seu filho Alexandre Đorđević, nascido em 1806 e criado na Rússia, tornou-se gospodar (Senhor ou Príncipe) da Sérvia em 1842, inaugurando a dinastia Karadjordjevitch. Seus outros filhos foram Sava, Sara, Poléxia, Stamenka, Sima (morta na infância) e Aléxia. Por outro lado, Obrenović e seus descendentes seriam fundadores da Casa de Obrenović, que pelas décadas seguintes seria a dinastia rival dos Karadjordjevitch na Sérvia (e, depois, na Iugoslávia).